# Motown 25: Yesterday, Today, Forever
Motown 25: Yesterday, Today, Forever – koncert zorganizowany z okazji 25-lecia istnienia wytwórni muzycznej Motown Records, który odbył się 25 marca 1983 w sali Pasadena Auditorium w Nowym Jorku.
Zapis koncertu został wyemitowany premierowo 16 maja 1983 przez telewizję NBC. Gwoździem programu podczas imprezy był występ Michaela Jacksona, który powrócił na scenę z braćmi jako The Jackson 5, a następnie wykonał solo przebój „Billie Jean”, po raz pierwszy publicznie prezentując tzw. moonwalk.

## Lista utworów
1. Intro
2. The Jackson 5 Mendley:
  1. I Want You Back
  2. The Love You Save
  3. Never Can Say Goodbye
  4. I'll Be There
3. Billie Jean